# Vipio
Vipio is een geslacht van insecten uit de orde vliesvleugeligen (Hymenoptera) en de familie schildwespen (Braconidae).

## Soorten
- V. abdelkader Schmiedeknecht, 1896
- V. alpi Beyarslan, 2002
- V. andrieui Vuillet, 1912
- V. angaricus Telenga, 1936
- V. annulipes Brulle, 1832
- V. appellator (Nees, 1834)
- V. belfragei (Cresson, 1872)
- V. bicarinatus Brulle, 1846
- V. bimaculator (Nees, 1834)
- V. borneanus Cameron, 1908
- V. carnifex Kriechbaumer, 1894
- V. catenulatus Inayatullah, Shaw & Quicke, 1998
- V. cinctellus Brulle, 1832
- V. croceus (Cresson, 1865)
- V. deplanator (Nees, 1834)
- V. dorsimacula Brulle, 1846
- V. falcoi Docavo Alberti, 1958
- V. fenestratus (Smith, 1865)
- V. fiebrigi Brethes, 1909
- V. filicaudis Szepligeti, 1896
- V. forticarinatus Cameron, 1910
- V. foveifrons Brulle, 1846
- V. fumipennis (Smith, 1858)
- V. galea Brulle, 1846
- V. gracilis Ramakrishna Ayyar, 1928
- V. humerator (Costa, 1885)
- V. illusor (Klug, 1817)
- V. indecisus (Walker, 1871)
- V. infortunatus (Schulz, 1906)
- V. insectator Kokujev, 1898
- V. intermedius Szepligeti, 1896
- V. kaszabi Papp, 1967
- V. lalapasaensis (Beyarslan, 1992)
- V. longicauda (Boheman, 1853)
- V. longicaudis Cameron, 1906
- V. longicollis Buysson, 1897
- V. longipalpus Inayatullah, Shaw & Quicke, 1998
- V. maculator Brullé, 1832
- V. maculiceps Cameron, 1906
- V. melanocephalus Brulle, 1846
- V. mexicanus Inayatullah, Shaw & Quicke, 1998
- V. michaelseni Szepligeti, 1918
- V. mlokossewiczi Kokujev, 1898
- V. modestus (Smith, 1858)
- V. moneilemae Gahan, 1930
- V. mongolicus Telenga, 1936
- V. mundator (Nees, 1834)
- V. natalensis Cameron, 1906
- V. nigripalpis Cameron, 1906
- V. nigritus Brulle, 1832
- V. nigronotatus Brulle, 1846
- V. nitidus (Smith, 1858)
- V. nomas Kokujev, 1907
- V. nomioides Shestakov, 1926
- V. ocreatus Kriechbaumer, 1894
- V. paraguayensis Szepligeti, 1906
- V. piceipectus Viereck, 1905
- V. quadrirugulosus (Enderlein, 1920)
- V. quinquemaculatus Cameron, 1906
- V. radiatulus (Thomson, 1892)
- V. rugator (Say, 1836)
- V. sareptanus Kawall, 1865
- V. scaber Brulle, 1846
- V. scutum Brulle, 1846
- V. schwarzii (Ashmead, 1889)
- V. semistriatus Brulle, 1846
- V. sexfoveatus Cameron, 1906
- V. sexmaculatus Brulle, 1846
- V. shawi Inayatullah, 1998
- V. shestakovi Telenga, 1936
- V. signifer (Walker, 1871)
- V. similator Kokujev, 1898
- V. simulator Kokujev, 1898
- V. spilocephalus Cameron, 1906
- V. spilogaster (Walker, 1871)
- V. stictonotus Cameron, 1906
- V. strigator (Brethes, 1913)
- V. striolatus Telenga, 1936
- V. tentator (Rossi, 1790)
- V. tenuistriatus Brulle, 1846
- V. terrefactor (Villers, 1789)
- V. texanus (Cresson, 1872)
- V. tinctipennis Cameron, 1906
- V. trimaculatus Cameron, 1906
- V. walkeri (Dalla Torre, 1898)
- V. xanthurus (Fahringer, 1926)